# Nice Guys Finish Last
Nice Guys Finish Last è un singolo del gruppo punk rock statunitense Green Day, estratto dall'album Nimrod e pubblicato nel 1998 dalla casa discografica Reprise Records.
La canzone è stata utilizzata nel film Varsity Blues (1999).

## Tracce
AU Single
1. Nice Guys Finish Last
2. Good Riddance (Time of Your Life) (Live)
3. The Grouch (live)
4. She (live)

## Formazione
- Billie Joe Armstrong - voce e chitarra
- Mike Dirnt - basso e voce
- Tré Cool - batteria

## Classifiche
| Classifica (1998)         | Posizione massima |
| ------------------------- | ----------------- |
| Stati Uniti (alternative) | 31                |